# Spelaeomys florensis
Spelaeomys florensis là một loài động vật có vú trong họ Chuột, bộ Gặm nhấm. Loài này được Hooijer mô tả năm 1957.